# 篠塚勝
篠塚 勝（しのづか まさる、1958年〈昭和33年〉7月17日 - ）は、日本の俳優。本名、手塚 勝（てづか まさる）。神奈川県川崎市出身。青年座映画放送所属（1981年4月青年座入団）。

## 経歴
法政大学社会学部中退。血液型はB型。身長177cm、体重75Kg。趣味はボウリング、スキー、読書。
『水戸黄門』や『暴れん坊将軍』などのドラマ・時代劇では善人役で多く出演する一方、刑事ドラマや2時間ドラマでは犯罪者役や被害者役を演じることが多い（ただし時代劇などで悪役を演じる機会もある）。また、舞台でも活躍しており、時代劇で長年共演した里見浩太朗や松平健の座長公演の常連でもある。
1986年に女優の朝加真由美と結婚し2女をもうけたが、2005年から2006年頃に離婚した。
長女は女優の手塚真生。

## 出演

### テレビドラマ

#### NHK
- 銀河テレビ小説
  - かぐわしき日々の歌（1983年1月31日 - 2月25日） - 桑原研一
- 武田信玄（1988年） - 武田信廉
- 大石内蔵助 冬の決戦（1991年） - 大高忠雄
- ディロン〜運命の犬
- 陽炎の辻スペシャル 〜居眠り磐音 江戸双紙〜「夢の通い路」（2009年1月3日） - 野上
- 終の棲家 後編（2014年7月27日、NHK BSプレミアム） - 河村達夫
- 大岡越前5 第2回「友情の行方」（2019年1月17日、NHK BSプレミアム） - 南町奉行所与力

#### 日本テレビ
- 長七郎江戸日記（1984年 - 1986年） - 柿森五郎太
- 年末時代劇スペシャル
  - 忠臣蔵（1985年） - 萱野三平
  - 白虎隊（1986年） - 間瀬岩五郎
  - 田原坂（1987年） - 佐々友房
  - 勝海舟（1990年） - ジョン万次郎
- 風流太平記 「密命」（1990年） - 中谷兵馬
- 半七捕物帳 第5話「十五年目の悲劇」（1992年） - 新助
- 刑事貴族シリーズ
  - 刑事貴族 第27話「危険な愛情」（1991年）
  - 刑事貴族3 第22話「乙女座の彼女」（1992年）
- 珠玉の女（1992年）
- 江戸の用心棒（1994年） - 長吉
- 七曲署捜査一係（1999年） - 小宮山正
- Mother（2010年）
- デカワンコ（2011年） - 佐久間教諭（学年主任）
- ハクバノ王子サマ（2013年） - 東山武
- 受験地獄（2014年） - 楠見知治
- お迎えデス。（2016年） - 山田刑事
- 知らなくていいコト（2020年） - 平岩社長
- 火曜サスペンス劇場
  - 監察医・室生亜季子30（2001年） - 吉永英一

#### TBS
- さよなら三角またきて四角（1982年）
- 野々村病院物語II（1982年 - 1983年） - 神原登
- 水戸黄門
  - 第17部 第24話「殿と呼ばれた格之進 -明石-」（1988年2月8日） - 瀬戸又十郎
  - 第20部
    - 第17話「秘伝盗みの弟子修行 -唐津-」（1991年3月4日） - 村尾又四郎
    - 第43話「男意地気の離縁状 -一関-」（1991年9月2日） - 伊沢屋庄太郎

  - 第21部 第20話「悲願を秘めた鬼代官 -福知山-」（1992年8月17日） - 坂井数馬
  - 第22部
    - 第3話「天下の嶮の幽霊騒動 -箱根-」（1993年5月31日） - 栄二郎
    - 第28話「響け正義の御陣乗太鼓 -輪島-」（1993年11月22日） - 清吉

  - 第23部 第15話「格さんは偽りの夫 -小浜-」（1994年11月14日） - 善吉
  - 第24部 第32話「追われた男の恩返し -盛岡-」（1996年5月6日） - 卯之助
  - 第25部 第33話「姑ふたりの嫁いびり -角館-」（1997年8月11日） - 八木原精吾
  - 第26部 第20話「おいらのちゃんは日本一 -倉吉-」（1998年6月29日） - 藤太
  - 第28部 第21話「意地と涙の人形芝居 -淡路-」（2000年8月7日） - 宗助
  - 第29部 第6話「危機一髪! 影武者大作戦 -高崎-」（2001年5月7日） - 国井左近
  - 第31部 第3話「清水湊の大勝負! -福井-」（2002年10月28日） - 喜平次
  - 第36部 第8話「助っ人アキの越後獅子 -福井-」（2006年9月11日） - 音二郎
  - 第38部 第14話「盗っ人最後の恩返し -浜松-」（2008年4月21日） - 細田又四郎
  - 第39部 - 橋場善明
    - 第1話「青空、恋空、江戸の空 いざ旅立ち! -水戸・江戸-」（2008年10月13日）
    - 第10話「江戸の陰謀を長崎で討て! -長崎-」（2008年12月15日）

  - 第40部 第8話「ニセ黄門の大芝居! -盛岡-」（2009年9月14日） - 角兵衛
  - 第41部 第1話「恋と嵐の江戸の春（前編） -江戸-」（2010年4月12日） - 島津綱貴
  - 第43部 第16話「ニセ印籠で村を救え! -館山-」（2011年11月7日） - 豊田久兵衛
- 翔んでる!平賀源内 第16話「源内櫛の女」（1989年8月21日）
- 大岡越前
  - 第11部 第19話「目撃者は名乗れぬ女」（1990年8月27日） - 清次郎
  - 第15部 第21話「疑惑の恩人」（1999年2月8日） - 巳之吉
- いのちの現場から 第1シリーズ（1992年） - 片桐直行 役
- 愛するということ（1993年） - 森山孝一
- 家族A（1994年）
- 水戸黄門外伝 かげろう忍法帖 第5話「桔梗の花は死の匂い」（1995年6月19日） - 相馬昌胤
- 南町奉行事件帖 怒れ!求馬II 第12話「料理切手は悪の味」（2000年1月24日） - 島田菊之進
- すてきにコモン!（2006年） - 矢島秀生
- 温泉へGo!（2008年） - 寺川
- 月曜ドラマスペシャル → 月曜ミステリー劇場 → 月曜ゴールデン → 月曜名作劇場
  - タロット日美子の推理 伯備線秘図連続殺人（1995年10月16日） - 香月進介
  - 警部補・坪内直哉 父と娘の事件簿（1998年2月23日） - 宮本秀明
  - 変装の達人 警部・鬼沢平吉のファイルE（1999年12月6日） - 五十嵐慎介
  - 十津川警部シリーズ19「伊豆・七滝殺人事件」（2000年4月3日） - 岩本医師
  - 万引きGメン・二階堂雪7「逃亡」（2001年10月8日） - 林勝彦 / 麻生勝彦
  - 世直し公務員ザ・公証人6（2006年2月6日） - 野平徹也
  - 血痕4 警科研・湯川愛子の鑑定ファイル（2013年6月17日） - 須藤彰俊
  - イソベン・里村タマミの事件簿2「霧氷」（2013年10月21日） - 長谷部検事
  - 新・十津川警部シリーズ2「伊香保温泉殺人事件」（2017年4月3日） - 黒田課長

#### フジテレビ
- 再婚します。（1988年）
- 指輪（1995年） - 須賀洋介
- 忠臣蔵 (1996年のテレビドラマ)（1996年） - 前原宗房
- 隠密奉行朝比奈 第2シリーズ第8話「奈良金魚になった少女」（1999年） - 山川勘兵衛（奈良奉行）
- 旗本退屈男 (2001年のテレビドラマ)（2001年） - 村山新八
- 貫太ですッ!（2003年） - 進藤正史
- 金曜エンタテイメント
  - おばさんデカ 桜乙女の事件帖1（1995年） - 宮田登
- 金曜プレステージ
  - 人情の女刑事・徳大寺操の浅草事件簿（2010年）

#### テレビ朝日
- 特捜最前線（1983年） - 大浦巡査
- 必殺シリーズ（朝日放送）
  - 必殺仕事人V・風雲竜虎編 第7話「主水の刀を研ぐ男」（1987年） - 常吉
  - 必殺仕事人2009 第6話「夫殺し」（2009年、テレビ朝日） - 作治
- ベイシティ刑事 第8話「想い出は危険がいっぱい」（1987年）
- 暴れん坊将軍
  - 暴れん坊将軍IV 第26話「江戸城反乱! 連判状に仕掛けられた罠!!」（1991年） - 半助
  - 暴れん坊将軍V 第44話「春を呼んだ喧嘩そば!」（1994年） - 佐々岡誠一郎
  - 暴れん坊将軍VI
    - 第25話「怪奇! 天狗の花嫁」（1995年） - 中井仙三郎
    - 第39話「死を呼んだ悲願花」（1995年） - 永山新八

  - 暴れん坊将軍X 第22話「運命のいたずら! 父の仇に恋した女」（2000年） - 久世光意
  - 暴れん坊将軍XI 第15話「時効を待つ女」（2001年） - 神尾左内
  - 暴れん坊将軍XII 第6話「怪盗キツネ小僧!裏切られた幼な心」（2002年） - 松井主水
  - 暴れん坊将軍 春のスペシャル「将軍生母襲撃! 一途な恋に生きる女」（2004年） - 御庭番・五郎太
- さすらい刑事旅情編
  - さすらい刑事旅情編III 第15話「悪徳刑事!? 麻薬に溺れた娘」（1991年1月23日）
  - さすらい刑事旅情編IV 第18話「金曜日の暴行魔！偽りの遺留品」（1992年2月19日） - 岩下健太郎
  - さすらい刑事旅情編VI 第1話「スイス、アルプス愛と殺意の旅・消えた三億円と二人の女」（1993年10月20日）
- 将軍家光忍び旅 第6話「偽将軍と踊り子の恋」（1990年） - 半次
- 名奉行 遠山の金さん
  - 第6シリーズ 第14話「殴られた金さん」（1994年） - 桐山多門
  - 遠山の金さんVS女ねずみ 第2話「鏡の中の殺人トリック」（1997年） - 勝之助
- 痛快!三匹のご隠居（1999年） - 今井兵庫
- 八丁堀の七人 第5シリーズ 第9話「与力を訴えた女! 疑心暗鬼の八丁堀」（2004年3月1日） - 草薙新三郎
- 世直し順庵!人情剣 最終話「医者に背を向けた女」（2005年12月12日） - 江川
- 遠山の金さん 第5話「遊郭に雇われた金さん!? わらべ歌の謎と復讐に燃える女」（2007年2月20日） - 猪之吉
- その男、副署長〜京都河原町署事件ファイル〜 season1 第3話「京鴨川に浮ぶ死美人の秘密!!」（2007年5月10日） - 御子柴徹
- 京都地検の女
  - 第5シリーズ 第2話「殺意のレシピ…食卓の暗号が暴く真相!!」（2009年4月30日） - 美山俊和
  - 第6シリーズ 第8話「京の秋に色づく犯罪模様…父と娘の選択！目撃者ゼロの罠!!」（2010年12月2日） - 栗原健一
- 相棒 season9 第16話「監察対象 杉下右京」（2011年2月23日） - 仙道信義
- 宮本武蔵（2014年） - 村田与蔵
- 刑事ゼロ 第8話「殺人犯は私の父!? 雪の京都に消えた美女…ついにバレた記憶喪失!!」（2019年2月28日） - 三宅鎮男
- やすらぎの刻〜道（2019年） - 武田の大旦那
- 警視庁・捜査一課長 sason5 第5話「着物ぐるぐる殺人!? 欧米好きの伝統職人と謎のコーラ」（2021年5月13日） - 荒川祥雲
- 刑事7人 Season8 第6話「新人刑事に自白強要疑惑が!? 部下を守れ！ 片桐孤高なる独自捜査!!」（2022年8月17日） - 鶴澤守
- 科捜研の女 season24 第2話「科学が解明!! 超美味ラーメン隠し味の涙」（2024年7月10日） - 佐久本真一[7]
- 火曜ミステリー劇場「三毛猫ホームズの駈落ち」 - 片岡義太郎
- 土曜ワイド劇場
  - 小樽ガラスの街殺人事件（1992年3月7日） - 由利慎一
  - 牟田刑事官事件ファイル
    - 牟田刑事官事件ファイル16（1992年3月28日） - 花井幹夫
    - 牟田刑事官事件ファイル19（1994年3月28日） - 木村敏雄

  - 殺人トリックを盗んだ女（1993年7月31日） - 富岡明
  - 聖夜の逃亡者（1994年12月24日） - 菱川陽一
  - 家政婦は見た!21（2003年） - 竹村弁護士
  - はみだし弁護士・巽志郎7（2003年4月19日、朝日放送） - 児島直樹
  - タクシードライバーの推理日誌
    - タクシードライバーの推理日誌21（2005年10月8日） - 石黒勝之
    - タクシードライバーの推理日誌31（2012年12月8日） - 滝和幸

  - 終着駅の牛尾刑事vs.事件記者冴子6（2006年） - 若林博文
  - 犯罪被害者相談室〜藤井若葉の癒やしの事件簿〜（2007年） - 浜崎徹
  - 温泉医ぽっかや事件カルテ7（2009年、朝日放送） - 木暮真一郎
  - 温泉若おかみの殺人推理20（2009年） - 柴田孝之
  - 検事・朝日奈耀子9（2010年） - 野々村伸一
  - 警視庁捜査一課長 ヒラから成り上がった最強の刑事!1（2012年7月14日） - 須崎道彦
  - 西村京太郎トラベルミステリー60（2013年） - 秋山博之
  - 100の資格を持つ女8〜ふたりのバツイチ殺人捜査〜（2014年1月11日、朝日放送） - 飯島直彦
  - 法医学教室の事件ファイル39（2004年）
  - 私は代行屋!3（2014年） - 大迫昌也
- 日曜プライム
  - 深層捜査3（2019年9月8日） - 福島庄司

#### テレビ東京
- 大江戸捜査網
  - 第629話「私を妻に! 十蔵女難騒動」（1984年） - 辰三郎
  - 第689話「恐怖の逃がし屋」（1991年） - 深町竜太郎
  - 第713話「江戸城八孔の謎を解け!」（1992年） - 川久保塔馬
- 若き血に燃ゆる〜福沢諭吉と明治の群像（1984年）
- 織田信長（1994年） - 奥平信昌
- 徳川風雲録 八代将軍吉宗（2008年） - 加納久通
- 秘書のカガミ（2008年） - 白川正吉（社長）
- 警視庁ゼロ係〜生活安全課なんでも相談室〜 SEASON5 第7話「有名進学校立てこもり事件」（2021年6月11日） - 坂元義之
- ダ・カーポしませんか? - 宇田川幸之助
  - 第1話「多重債務者が命と金をかけた死の運命ゲーム」（2023年1月16日）
  - 第3話「金と命を賭けた負け組の敗者復活戦!! 悶絶…地獄デスゲーム」（2023年1月30日）
- 今野敏サスペンス 機捜235×強行犯係 樋口顕 第6話「縞長刑事が誘拐危機 盗難車トリック暴け」（2023年3月3日） - 志倉雅信
- しょせん他人事ですから〜とある弁護士の本音の仕事〜 第1話「主婦ブロガー炎上編」（2024年7月19日） - 裁判長
- 家政婦クロミは腐った家族を許さない 第1話「理想の家族のため…醜い害虫は駆除!!」（2025年1月10日）[8]
- 能面検事 第6話（2025年8月15日） - テレビ局局員 役[9]
- 女と愛とミステリー→水曜ミステリー9〈第1期・第2期・水曜エンタ〉
  - 京女刑事・真行寺メイ翔ぶ!1「死蛍」（2003年6月11日） - 三宅管理官
  - 人情刑事・宮本清四郎 死を招く山百合（2005年3月30日） - 小野川正彦
  - さすらい署長 風間昭平3「えちご恋人岬殺人事件」（2005年5月4日） - 伊達敬一
  - 芸者小春姐さん奮闘記4「乱れ桜殺人事件」（2007年5月12日） - 松代昭正
  - 街占師 北白川晶子の事件占い1「わけあり女の殺人事件」（2008年9月10日） - 高津健介
  - 介護ヘルパー紫雨子の事件簿1「青い鳥を待つ女」（2012年6月13日） - 西島信彦
  - 逆転弁護士ヤブハラ2「京都・十七年前の真実」（2015年10月7日） - 田浦道則

#### HBO
- ウエストワールド（2018年） - 将軍

### 映画
- ゴジラ2000 ミレニアム（1999年） - 皆川[1]
- 夜明けを信じて。（2020年10月） - 東鳳商事社長 役
- 美しき誘惑-現代の「画皮」-（2021年5月、日活） - 長田社長

### オリジナルビデオ
- 必殺始末人II 乱れ咲く女役者の夢舞台（1997年） - 鉄次

### 舞台
- 母に捧げるバラード（松竹座・博多座）
- 暴れん坊将軍（新宿コマ劇場）
- 泣いたらあかん（御園座・新歌舞伎座）
- 俺はお殿様（新宿コマ劇場）
- 愛さずにはいられない（新宿コマ劇場）
- 『葵上』『弱法師』-「近代能楽集」より-（東京グローブ座・梅田芸術劇場シアター・ドラマシティ）[10]※弱法師にのみ出演

### ゲーム
- ファイナルファンタジーXIII（2009年、PlayStation 3） - ガレンス・ダイスリー 役

### 劇場アニメ
- planetarian 〜星の人〜（2016年[11]）

### Webアニメ
- planetarian 〜ちいさなほしのゆめ〜（2016年[11]）

### 吹き替え
- ER緊急救命室シーズン11 #10（トム・パットナム〈アンジェロ・ティフィ〉）
- EXIT イグジット（フランス語版）（レオン）
- インフェルノ（リチャード）
- クリミナル・マインド6 FBI行動分析課（2012年4月24日、WOWOWプライム）
- 猿の惑星・征服（ブレック知事〈ドン・マレー〉[12]）※フジテレビ版のWOWOW追加録音部分
- ジョン・カーター（ディックス〈ドン・スターク〉）
- 白い刻印（ウェイド・ホワイトハウス〈ニック・ノルティ〉）
- タイムライン
- とらわれて夏（フランク・チェンバース〈ジョシュ・ブローリン〉）